# Marty Scurll
Martin « Marty » Scurll (né le 26 juillet 1988 à Littleport) est un catcheur britannique.
Il est principalement connu pour son travail dans les fédérations de catch de Grande-Bretagne comme la Revolution Pro Wrestling (RevPro) où il remporte le championnat britannique poids lourd-légers puis le championnat poids lourd ainsi qu'à la Progress Wrestling dont il est double champion du monde.
Fin 2012, il apparait dans l'émission TNA British Boot Camp, une émission de la Total Nonstop Action Wrestling mêlant catch et télé-réalité et dont le l'enjeu est un contrat avec cette fédération. Il n'obtient pas ce contrat et continue à lutter en Grande-Bretagne et commence à faire des apparitions dans des fédérations américaines. Il remporte notamment le tournoi Battle of Los Angeles de la Pro Wrestling Guerrilla en 2016 puis signe un contrat avec la ROH. Au sein de la ROH, il remporte le championnat du monde télévision.

## Carrière

### Circuit Indépendant (2005–2019)
Scurll s'entraine auprès de Frank Rimar à l'école de catch de la Dropkixx. Il remporte son premier titre au sein de cette fédération en devenant le premier champion des poids moyens de la Dropkixx.
En 2009, il fait équipe avec Zack Sabre, Jr. avec qui il forme les Leaders of the New School avec qui il bat le 20 février Joel Redman et Mark Haskins qui sont alors les champions par équipes britannique de l'International Pro Wrestling United Kingdom (IPW:UK). Cela leur permet d'obtenir un match pour ce championnat le 3 mai où ils obtiennent les ceintures.
Ils perdent ce titre le 10 septembre 2010 au cours d'un spectacle de la Dragon Gate UK face à Mikey Whiplash et Robbie Dynamite. Ils sont une seconde fois champion par équipes britannique de l'IPW:UK le 5 décembre où ils remportent un mini championnat avec deux victoires face à Mikey Whiplash et Robbie Dynamite puis face à El Generico et Paul London.
Le 15 mars 2014, il bat Colt Cabana dans un 30 Minute Iron Fist match pour remporter le RPW British Heavyweight Championship de la Revolution Pro Wrestling. Lors de Summer Sizzler 2014, il conserve son titre contre Kevin Steen. Lors de Summer Sizzler 2015, il perd son titre contre le IWGP Heavyweight Champion A.J. Styles. Lors de RevPro Uprising 2015, il perd contre A.J. Styles dans un Three Way Match qui incluait également Will Ospreay et ne remporte pas le RPW British Heavyweight Championship. Lors de RevPro Live At The Cockpit 16, il bat Kyle O'Reilly.

### Pro Wrestling Guerrilla (2015–2017)
Le 2 septembre 2016, il retourne à la PWG en tant que participant au Battle of Los Angeles 2016, où il bat Pentagón Jr. dans son match de premier tour, Cody Rhodes en quart de finale, Mark Haskins en demi-finale et Will Ospreay et Trevor Lee dans un Three Way Elimination match pour remporter le tournoi,.

### WhatCulture Pro Wrestling (2016-2017)
Lors du 20e épisode de Loaded, il perd contre Cody Rhodes et ne remporte pas le WCPW Internet Championship.
Lors de Defiant #1, il perd le titre contre Austin Aries.

### Ring Of Honor (2016–2021)

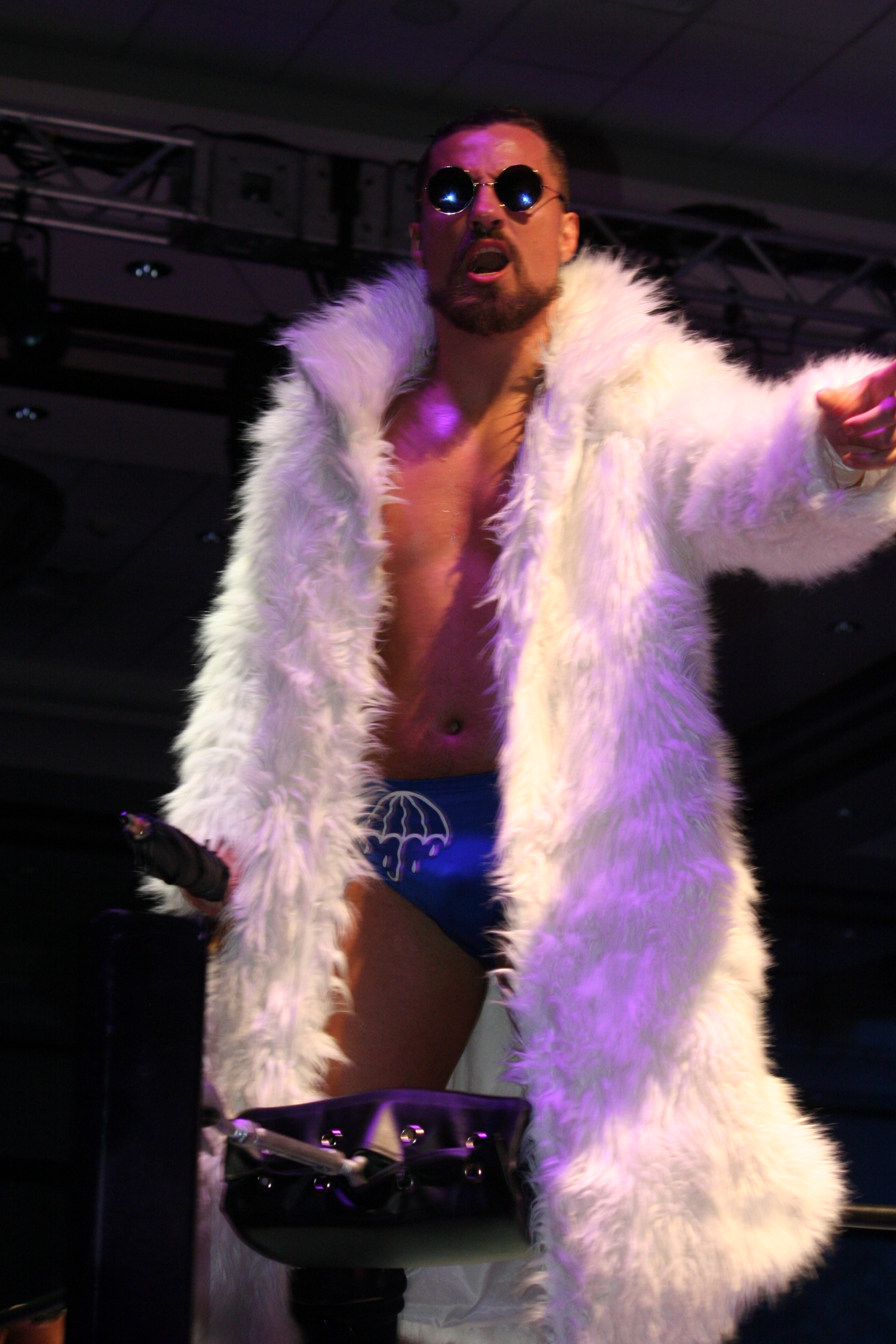
Marty Scurll en 2017

Le 20 novembre, durant le dernier jour de la tournée, il bat Will Ospreay et remporte le ROH World Television Championship. Lors de Final Battle, il conserve son titre contre Dragon Lee et Will Ospreay dans un Three Way match.
Lors de Manhattan Mayhem VI, il conserve son titre contre Sonjay Dutt. Lors de 15th Anniversary Show, il conserve son titre contre Lio Rush. Lors de Supercard of Honor XI, il conserve son titre contre Adam Cole.

#### Bullet Club (2017-2018)
Lors de la troisième nuit de la tournée War of the Worlds, il conserve son titre contre Matt Sydal et plus tard dans la soirée, il est révélé comme étant le plus récent membre du Bullet Club, en remplacement d'Adam Cole,.
Lors de Best in the World 2017, il perd contre Kushida et ne remporte pas le ROH World Television Championship. Lors de Death Before Dishonor XV, il bat Chuckie T.
Lors de Honor Reigns Supreme 2018, lui, Adam Page et Cody perdent contre The Kingdom (Matt Taven, T.K. O'Ryan et Vinny Marseglia). Lors de Best in the World 2018, il perd un triple threat match impliquant Cody et Dalton Castle au profit de ce dernier et ne remporte pas le ROH World Championship.
Lors de Death Before Dishonor 2018 lui, Cody, The Young Bucks et Adam Page battent Chaos (Kazuchika Okada, Tomohiro Ishii, Rocky Romero, Beretta et Chuckie T). Lors de ROH Survival of the Fittest, il bat Stuka Jr. et Silas Young et s'avance dans le Survival of the Fittest Tournament. Plus tard, il remporte le tournoi en battant Christopher Daniels, Guerrero Maya Jr., Hangman Page, Jonathan Gresham et P. J. Black.

#### Villain Enterprises (2018-2020)
Le 15 décembre, il forme avec PCO et Brody King un nouveau groupe nommé Villain Enterprises. Le 28 janvier 2019 lors de ROH TV, ils battent The Shinobi Shadow Squad.
Lors de ROH 17th Anniversary Show, il bat Kenny King. Le lendemain, lui, PCO et Brody King battent The Kingdom (Matt Taven, TK O'Ryan et Vinny Marseglia) pour remporter les ROH World Six-Man Tag Team Championship. Le 11 janvier 2020 lors de Saturday Night at Center Stage 2020,ils perdent les titres contre Rey Horus, Flamita & Bandido. Le 29 février lors de Gateway to Honor, ils battent Slex et les Briscoe Brothers.

#### Accusations d'inconduite sexuelle et départ (2020-2021)
Le 25 juin 2020, la Ring of Honor annonce avoir démarré une enquête concernant des allégations d'inconduite sexuelle envers Scurll à la suite du mouvement SpeakingOut. Scurll étant accusé d'avoir profité d'une adolescente de seize ans en état d'ivresse. Il n'a pas nié les accusations mais à affirmer que les faits étaient consentis. Lorsque la ROH repris les enregistrements télévisés après la pause due au coronavirus, Scurll n'était pas présent et pas booké pour des programmes futurs. En octobre 2020, le profil de Marty Scurll est supprimé du site de la ROH , lui qui avait été prévu comme étant le futur visage de la compagnie après avoir signé un contrat de plusieurs années avec la ROH en janvier,.
Le 4 janvier 2021, la ROH annonce avoir pris la décision d'un commun accord avec Scurll de mettre fin à son contrat.

### New Japan Pro Wrestling (2017–2020)

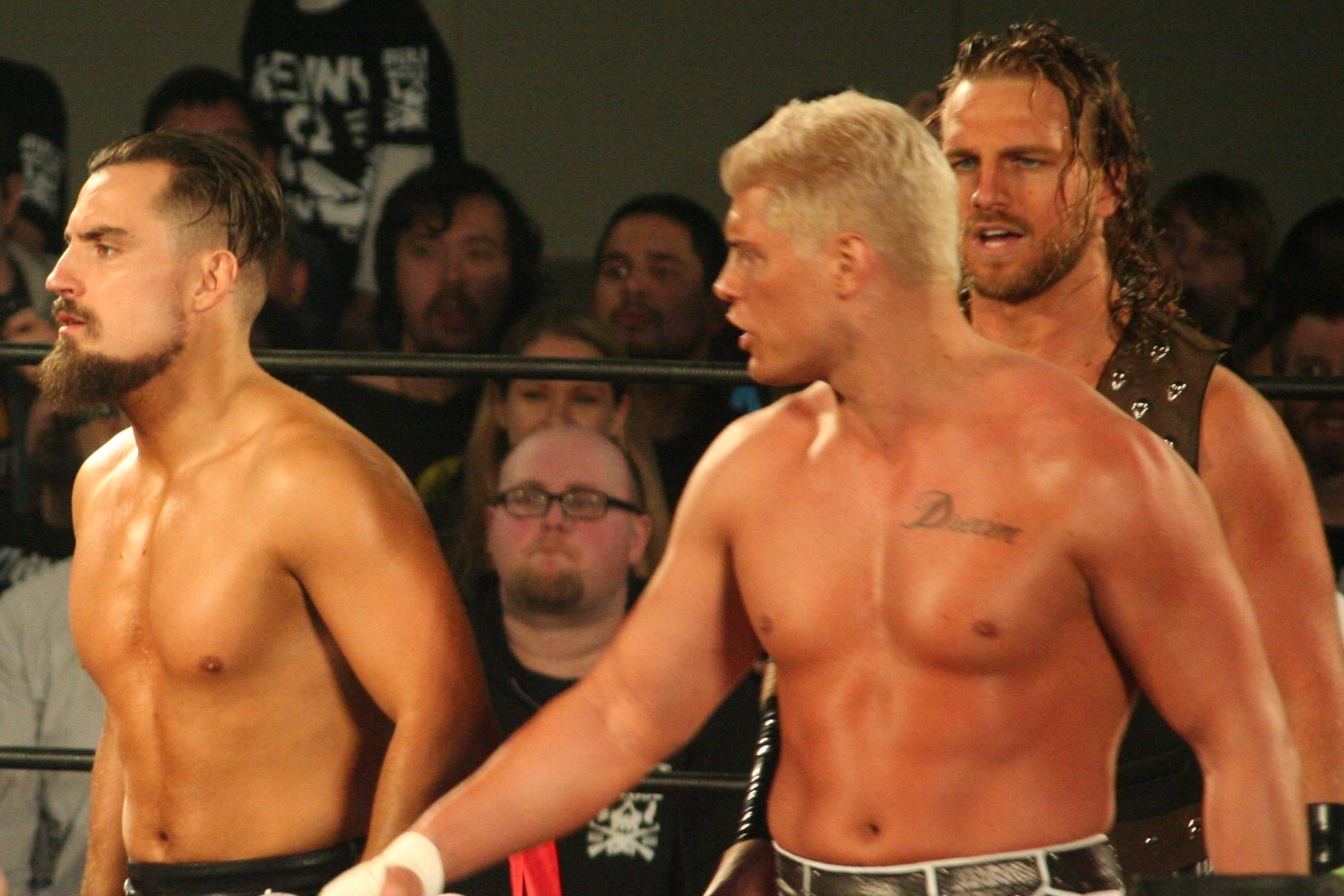
Scurll (à gauche) avec ses parteanires du Bullet Club, Cody et Hangman Page en 2018

Le 3 mai 2017, il est annoncé en tant que participant au Best of the Super Juniors 2017. Il a terminé le tournoi avec un record de quatre victoires et trois défaites et ne se qualifie pas pour la finale du tournoi. Le 3 juin, lui et Kenny Omega battent Chaos (Gedo et Kazuchika Okada). Lors de la première nuit de la tournée G1 Special in USA, lui, Bad Luck Fale, Matt et Nick Jackson et Yujiro Takahashi perdent contre Chaos (Baretta, Jay Briscoe, Mark Briscoe, Rocky Romero et Will Ospreay). Le lendemain, lui, Bad Luck Fale, Cody et Yujiro Takahashi battent Chaos (Jay Briscoe, Kazuchika Okada, Mark Briscoe et Will Ospreay). Lors de King of Pro-Wrestling 2017, lui, Cody et Kenny Omega battent Chaos (Baretta, Jado et Yoshi-Hashi). Lors de Power Struggle 2017, il bat Will Ospreay et remporte le IWGP Junior Heavyweight Championship.
Lors de New Year Dash !! 2018, lui, Chase Owens, Cody, Leo Tonga et Yujiro Takahashi battent David Finlay, Juice Robinson, Kōta Ibushi, Kushida et Ryusuke Taguchi. Lors de Strong Style Evolved 2018, lui et Cody battent les Guerrillas of Destiny (Tama Tonga et Tanga Loa). Lors de Sakura Genesis, il perd contre Will Ospreay et ne remporte pas le IWGP Junior Heavyweight Championship.
Le 3 mai 2018 à Dontaku, lui et The Young Bucks battent les Guerrillas of Destiny et Bad Luck Fale et remportent les NEVER Openweight 6-Man Tag Team Championship. Lors de Dominion 6.9, lui, Cody et Hangman Page battent Hiroshi Tanahashi, Jushin Thunder Liger et Rey Mysterio.
Le 12 août, lui et The Young Bucks perdent leur titres contre Taiji Ishimori et les Guerrillas of Destiny.[réf. nécessaire] Lors de King of Pro Wrestling, il perd contre Kushida et ne remporte pas le vacant IWGP Junior Heavyweight Championship.

### National Wrestling Alliance (2019)
Le 14 décembre 2019, Scurll fit une apparition surprise lors de NWA Into the Fire, après le match de championnat du monde de Nick Aldis. Les deux hommes devaient s'affronter pour le titre lors de la Crocket Cup, cependant, le match fut annulé en raison de la crise de coronavirus dans le monde.

## Palmarès
- Danish Pro Wrestling

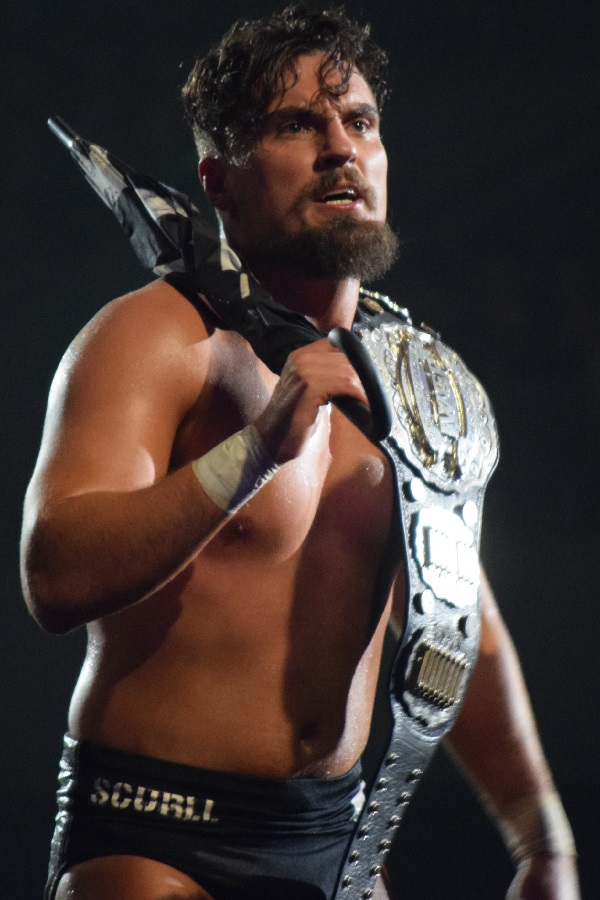
Scurll en tant que IWGP Junior Heavyweight Champion en novembre 2017

  - 1 fois DPW Light Heavyweight Championship

- Dramatic Dream Team
  - 1 fois Ironman Heavymetalweight Championship[49]
- Destiny World Wrestling
  - Destiny World Championship (1 fois)
- Dropkixx Wrestling
  - IWC Middleweight Championship (1 fois)
  - IWC Middleweight Title Tournament (2005)
  - Best Babyface Award (2005)
- Federacion Universitaria de Lucha Libre
  - Chilean National Undisputed Championship (1 fois, actuel)
- Fight! Nation Wrestling
  - FNW British Championship (1 fois)
- Fight! Nation Wrestling
  - 1 fois FNW British Championship[50]

- Melbourne City Wrestling
  - MCW Invitational Tournament (2016)

- International Pro Wrestling: United Kingdom
  - British Cruiserweight Championship (1 fois)
  - IPW:UK Tag Team Championship (2 fois) – avec Zack Sabre Jr.
  - IPW:UK British Cruiserweight Championship Tournament (2012)
  - Selsey Cup (2012)
  - Extreme Measures (2012)
- New Japan Pro Wrestling
  - 1 fois IWGP Junior Heavyweight Championship
  - 1 fois NEVER Openweight 6-Man Tag Team Championship avec Matt Jackson et Nick Jackson

- NWA Fight! Nation
  - 1 fois NWA British Championship / FNW British Championship
  - NWA British Championship Tournament (2015)

- Progress Wrestling
  - 1 fois Progress World Championship
  - Thunderbastard (2016)

- Pro Wrestling Guerrilla
  - Battle of Los Angeles (2016)

- Revolution Pro Wrestling
  - 1 fois RPW British Heavyweight Championship
  - 1 fois RPW British Cruiserweight Championship
  - 2 fois RPW Undisputed British Tag Team Championship avec Zack Sabre, Jr.
  - Extreme Measures Tournament (2013)
  - 1er RPW Triple Crown Champion

- Ring of Honor
  - 1 fois ROH World Six-Man Tag Team Championship avec Brody King et PCO
  - 1 fois ROH World Television Championship
  - ROH Final Battle Entrance (2017)
  - Survival of the Fittest (2018)[51]

- Southside Wrestling Entertainment
  - 1 fois SWE Speed King Championship
  - Speed King Title Tournament (2012)

- Swiss Wrestling Entertainment
  - 1 fois SWE Tag Team Championship avec Maik Tuga

- Ultimate Pro Wrestling
  - 1 fois UPW Heavyweight Championship
  - UPW Heavyweight Title Tournament (2015)

- Westside Xtreme Wrestling
  - 1 fois wXw Unified World Wrestling Championship

- What Culture Pro Wrestling/Defiant Wrestling
  - 1 fois WCPW/Defiant Championship[52]

- Wrestling Superstar
  - 1 fois Wrestling Superstar National Championship (actuel)

- World Series Wrestling
  - 1 fois WSW World Championship
  - 1 fois WSW World Tag Team Championship avec Brody King

## Vie privée
Il fut en couple avec la catcheuse Deonna Purrazzo.

## Récompenses des magazines
- Pro Wrestling Illustrated

| Année | 2016 | 2017 | 2018 | 2019 | 2020 |
| ----- | ---- | ---- | ---- | ---- | ---- |
| Rang  | 204  | 31   | 39   | 52   | 88   |

- Wrestling Observer Newsletter

| # | Résultat | Adversaire   | Évènement           | Date           | Durée | Lieu                     | Notes                                                        |
| - | -------- | ------------ | ------------------- | -------------- | ----- | ------------------------ | ------------------------------------------------------------ |
| 1 | Défaite  | Will Ospreay | Sakura Genesis 2018 | 1er avril 2018 | 30:74 | Ryōgoku Kokugikan, Tokyo | Le titre de IWGP Junior Heavyweight Championship est en jeu. |